# بيلي هاتشينسون
بيلي هاتشينسون هو سياسي بريطاني، ولد في 1955 في بلفاست في المملكة المتحدة. نشط حزبياً في الحزب الاتحادي التقدمي ‏. في انتخابات الجمعية التشريعية لأيرلندا الشمالية، 1998 ‏، انتخب عضو الجمعية التشريعية الأولى لأيرلندا الشمالية ‏ عن دائرة Belfast North (Assembly constituency) ‏ وقد انضم خلال فترته النيابية ‏ (25 يونيو 1998 – 28 أبريل 2003) للكتلة البرلمانية الحزب الاتحادي التقدمي ‏ وانتخب Leader of the Progressive Unionist Party ‏.